# St. Markus (Schöna)

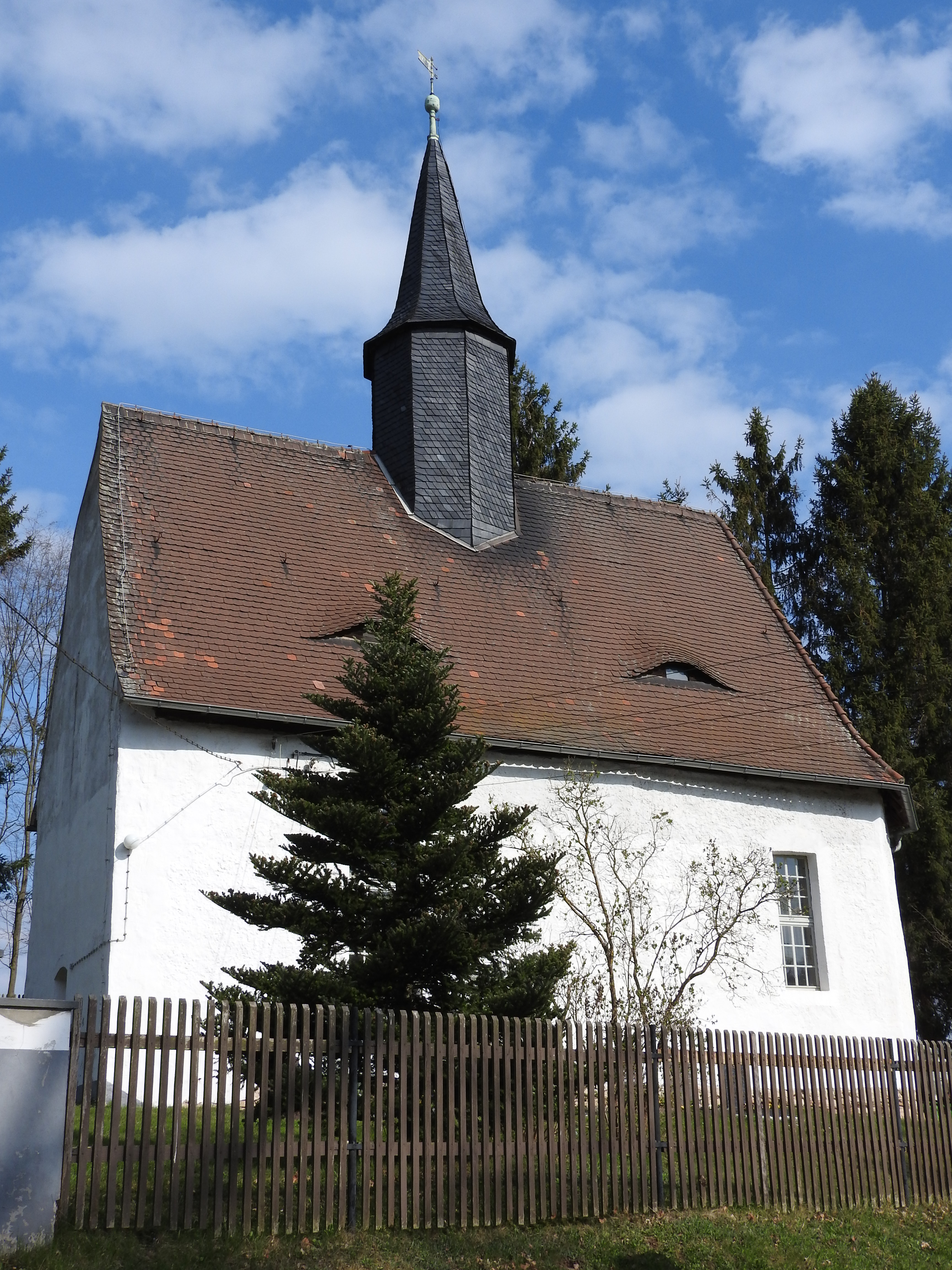
Kirche „St. Markus“ in Schöna

Die evangelische Dorfkirche St. Markus steht im Ortsteil Schöna in der Landstadt Münchenbernsdorf im Landkreis Greiz in Thüringen auf einem Hügel inmitten des Friedhofs. Sie gehört zur Kirchengemeinde Münchenbernsdorf im Kirchenkreis Gera der Evangelischen Kirche in Mitteldeutschland.

## Geschichte
Die kleine Kirche wurde im Jahre 1354 im gotischen Stil als Kapelle errichtet, wofür Grundriss der Kirche, der Tabernakel und eine Nische an der Nordseite sprechen. Eine fast lebensgroße Statue im Altarraum aus der Zeit um 1580 bis 1600, zunächst als Johannes der Täufer angesehen, wurde erst 1936 als Christusstatue mit einem Leuchter in der Hand von Professor Stelljes identifiziert. Sie bringt das Jesuwort „Ich bin das Licht der Welt“ zum Ausdruck.
Die 1850 umgebaute Kirche ist ein kleiner erhaltener Bau mit romantischer Orgel.
Die Glocken aus dem Jahr 1908 mussten in einen Neubau weichen, weil sie für den Dachreiter zu schwer waren. Ihr Sinnspruch lautet: Ehre sei Gott in der Höhe...und Friede auf Erden!
1999 erhielt die Kirche ihren Namen nach dem Evangelisten Markus.